# Ofredalstunneln
Ofredalstunneln (norska: Ofredalstunnelen) är en vägtunnel i Årdal kommun i Vestland fylke i Norge. Tunneln är 2 200 meter lång, och går genom Seimsåsen mellan Seimsdalen och Åsete i Indre Ofredal. Ofredalstunneln och den kommunala vägen till Indre Ofredal öppnades 1992. Vägen uppför dalen från orten Indre Ofredal blev byggd som sysselsättningsprojekt mellan åren 1935 och 1939.
På grund av dåliga kartdata blev tunneln sprängd halvvägs med fel lutning; detta ledde till att andra halvan måste göras väldigt brant, med hela 15,5 procent lutning, för att mynna på den avsedda platsen i Indre Ofredal.